# Katastrofkommissionen
Katastrofkommissionen tillsattes första gången den 13 januari 2005 för att utreda Sveriges insatser under tsunamikatastrofen som orsakades av jordbävningen i Indiska oceanen 2004. Kommissionen fick i uppgift att utvärdera påfrestningarna som katastrofen inneburit och klargöra hur erfarenheterna efter detta kan tas tillvara. Kommissionen leddes av hovrättspresidenten i Svea hovrätt Johan Hirschfeldt. Övriga medlemmar i kommissionen var Gunnel Gustafsson, Anders Milton, Marianne Nivert, Bo Pellnäs och Per Molander (huvudsekreterare).
En stor del av kommissionens utredning kom att handla om hur statssekreterare Lars Danielsson och kabinettssekreterare Hans Dahlgren hade agerat och om var Danielsson befann sig på annandagen, om han var på arbetet eller inte. Det hela slutade med att Lars Danielsson tvingades avgå. 
En annan person som fick utstå mycket kritik var utrikesminister Laila Freivalds, som hade gått på teater samma kväll hon fått beskedet om olyckan. Hon fick även kritik i media för att inte ha känt till i vilket land Phuket låg.
Kommissionen presenterade sin rapport, Sverige och tsunamin – granskning och förslag (SOU 2005:104), den 1 december 2005 och gav den svenska regeringen hård kritik. Flera brister identifierades. Den mest allvarliga ansågs vara att Regeringskansliet saknade en organisation för att hantera allvarliga kriser. Kommissionen ansåg även att utvecklingen präglades av att det saknades jour- och ledningsorganisation på chefsnivå, samt att Regeringskansliet och dess departement sent insåg omfattningen av katastrofen, inte samlade relevant information och hade svårt att samordna åtgärder. 
Inga-Britt Ahlenius, revisionschef i FN och tidigare chef för Riksrevisionsverket, sade i samband med kommissionens rapport att "i vilket annat land som helst i Europa skulle regeringen ha avgått efter en så svidande kritik av en oberoende utredning" .

## Katastrofkommissionen återinkallas
Huvudartikel: Tsunamibanden
Den 13 oktober 2006 blev det allmänt känt att ett stort antal databand med backuper över datatrafik för perioden kring tsunamin förvarades i Regeringskansliet sedan banden i fråga begärts utlämnade som allmän handling.
Kommissionen överlämnade 14 juni tsunamibanden (SOU 2007:44) i vilken slutsatserna inte förändras väsentligt jämfört med utredningen Sverige och tsunamin – granskning och förslag i de flesta hänseenden med ett undantag – Statsrådsberedningen. Kraftig kritik uppkom mot statsrådsberedningen och statssekreterare Lars Danielsson. Danielsson var den 26 december jourhavande beslutsfattare och skulle hålla sig själv informerad, informera statsministern och vid behov avgöra vilket departement som skulle leda arbetet vid händelser som berör flera departement. Utredningen konstaterade att i ljuset av den information som framkommit sedan föregående rapport "... framstår Danielssons insatser som otillräckliga. För detta måste han kritiseras."

## Vidtagna åtgärder
År 2006 inrättades Kansliet för krishantering inom regeringskansliet, först inom statsrådsberedningen, och från hösten 2014 under inrikesministern i justitiedepartementet, samt Gruppen för strategisk samordning, en grupp statssekreterare under ordförandeskap av inrikesministerns statssekreterare.